# Curvularia hexamera
Curvularia hexamera är en svampart som beskrevs av Vegh & Benoit 1974. Curvularia hexamera ingår i släktet Curvularia och familjen Pleosporaceae.   Inga underarter finns listade i Catalogue of Life.